# Chérac
Chérac é uma comuna francesa na região administrativa da Nova Aquitânia, no departamento de Charente-Maritime. Estende-se por uma área de 29,88 km². Em 2010 a comuna tinha 1 129 habitantes (densidade: 37,8 hab./km²).